# Castrillo de las Piedras
Castrillo de las Piedras es una localidad española perteneciente al municipio de Valderrey, en la provincia de León, comunidad autónoma de Castilla y León.

## Geografía
Situado en la margen derecha del río Tuerto, junto a la acequia de la Zaya.
| Noroeste: Cuevas         | Norte: Nistal         | Noreste: Barrientos       |
| Oeste: Celada de la Vega |                       | Este: Carral de la Vega   |
| Suroeste Valderrey       | Sur: Riego de la Vega | Sureste: Riego de la Vega |

## Demografía
| Gráfica de evolución demográfica de Castrillo de las Piedras entre 2000 y 2021 |
|                                                                                |
| Población de derecho (2000-2021) según el padrón municipal del INE             |

## Cultura

### Patrimonio

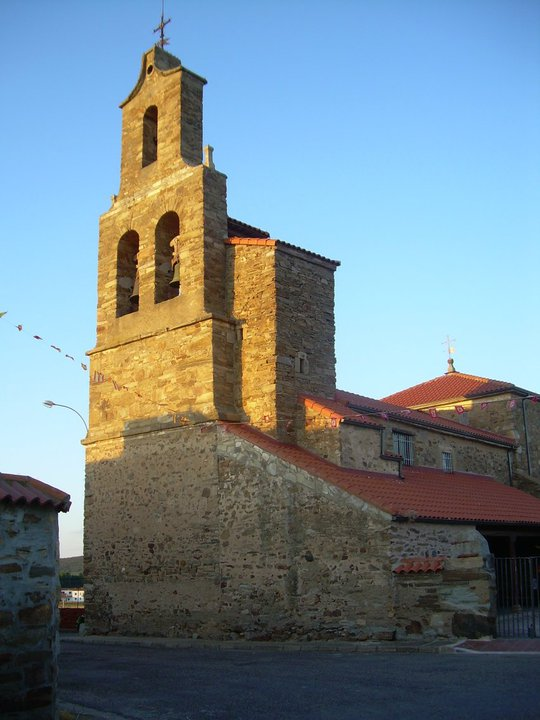
Iglesia de Santa María Magdalena

- Iglesia parroquial dedicada a Santa María Magdalena.
- Dos encinas centenarias en su monte comunal.
- Puente Viejo de Valibre sobre el río Turienzo. De posible origen romano, reconstruido en varias ocasiones a lo largo de los siglos, ha permanecido en ruina hasta que se rehabilitó como pasarela que utilizan los peregrinos del Camino de Santiago.Puente Viejo de Valimbre

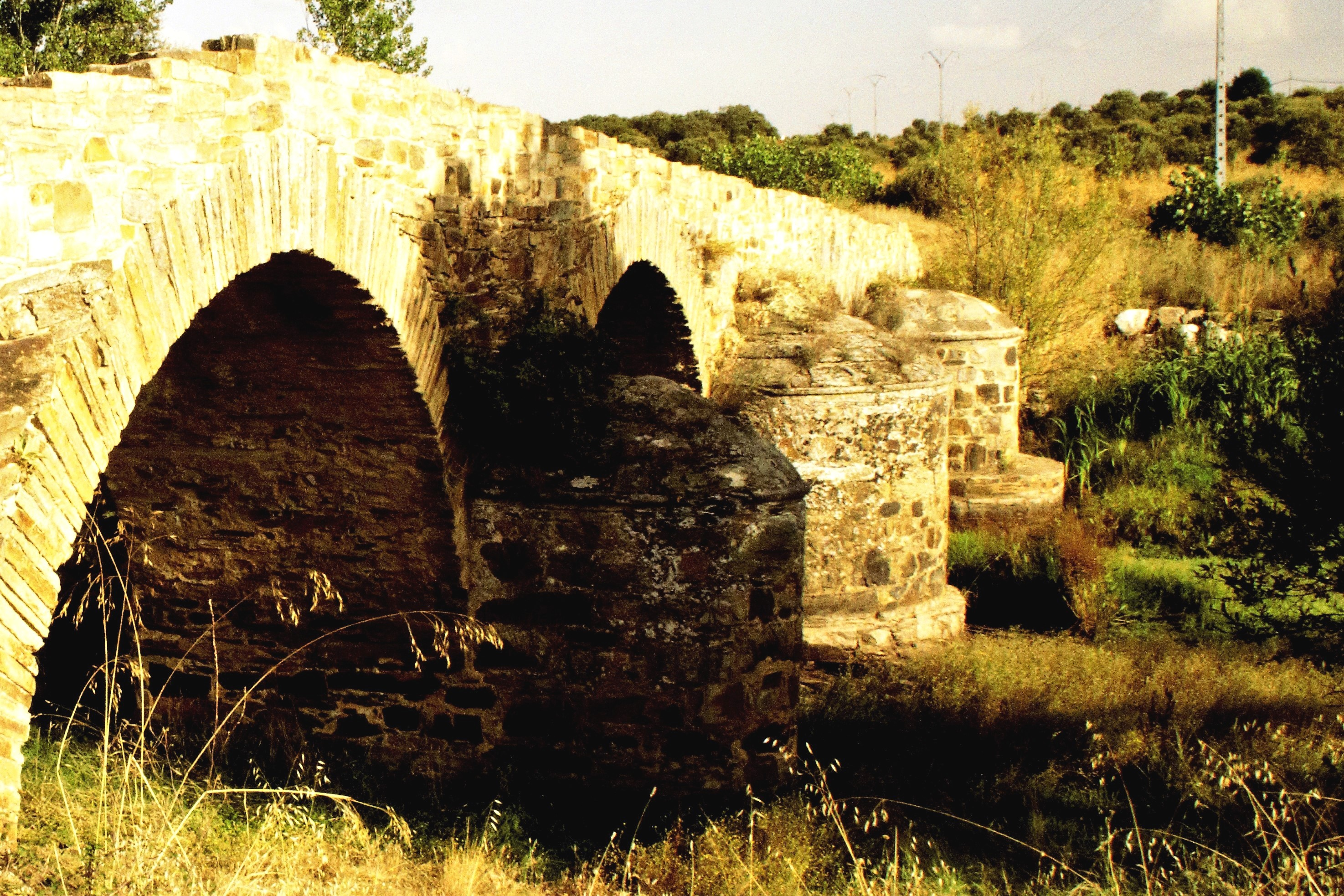
Puente Viejo de Valimbre

### Fiestas
Castrillo de las Piedras celebra sus fiestas patronales en julio. El día 22 es la festividad local de Santa María Magdalena, teniendo lugar una misa mayor con procesión por las calles del pueblo. Tradicionalmente los festejos se concentran el fin de semana anterior a ese día, de tal forma que suelen alargarse desde el sábado por la tarde hasta la noche del lunes.

### Pendón

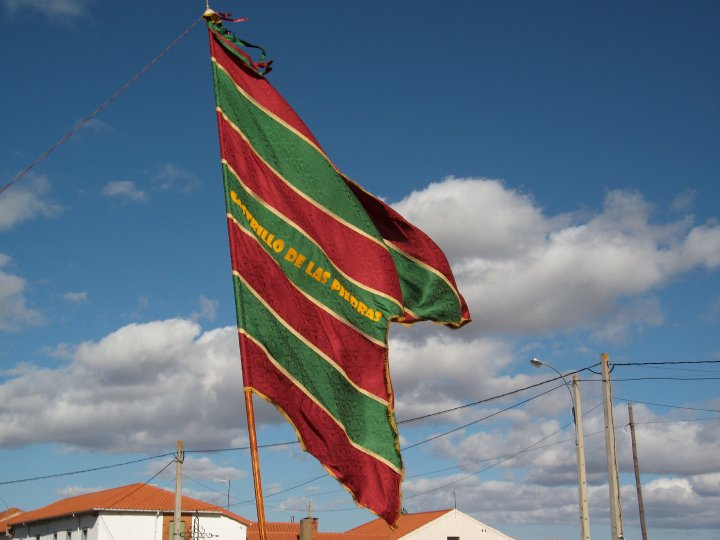
Pendón

Con motivo de la fiesta de santa María Magdalena, en julio de 2010, Castrillo de las piedras estrenó su nuevo pendón, enseña de la localidad que llevaba cerca de 50 años desaparecida y que por empeño de la Junta Vecinal se restauró. El nuevo estandarte está formado por siete paños de colores rojo y verde en alternancia, y una vara de nueve metros de altura.